# Doolhof (Ede)

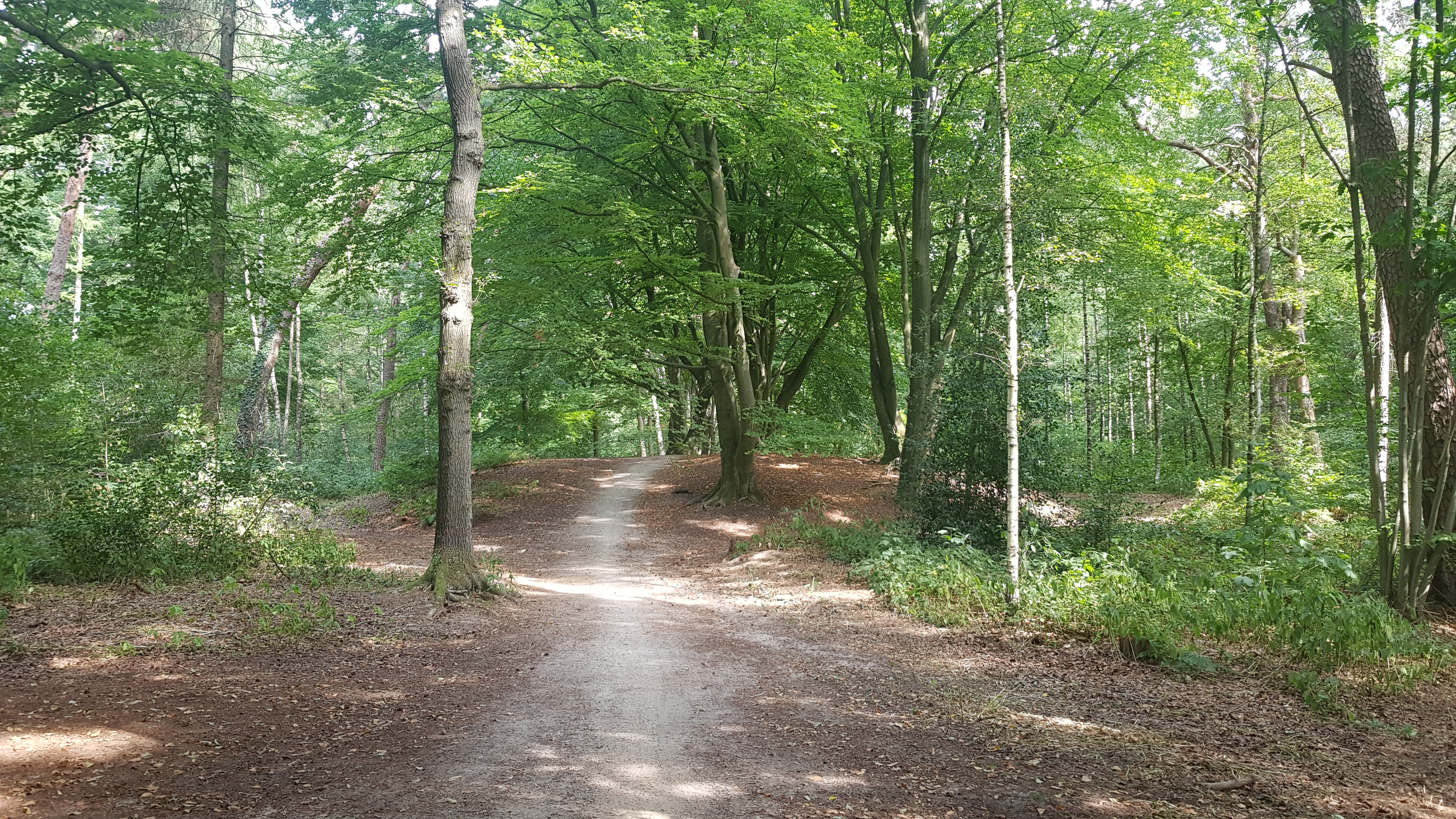
Grafheuvel in het midden van het doolhof op de zichtas van het landgoed

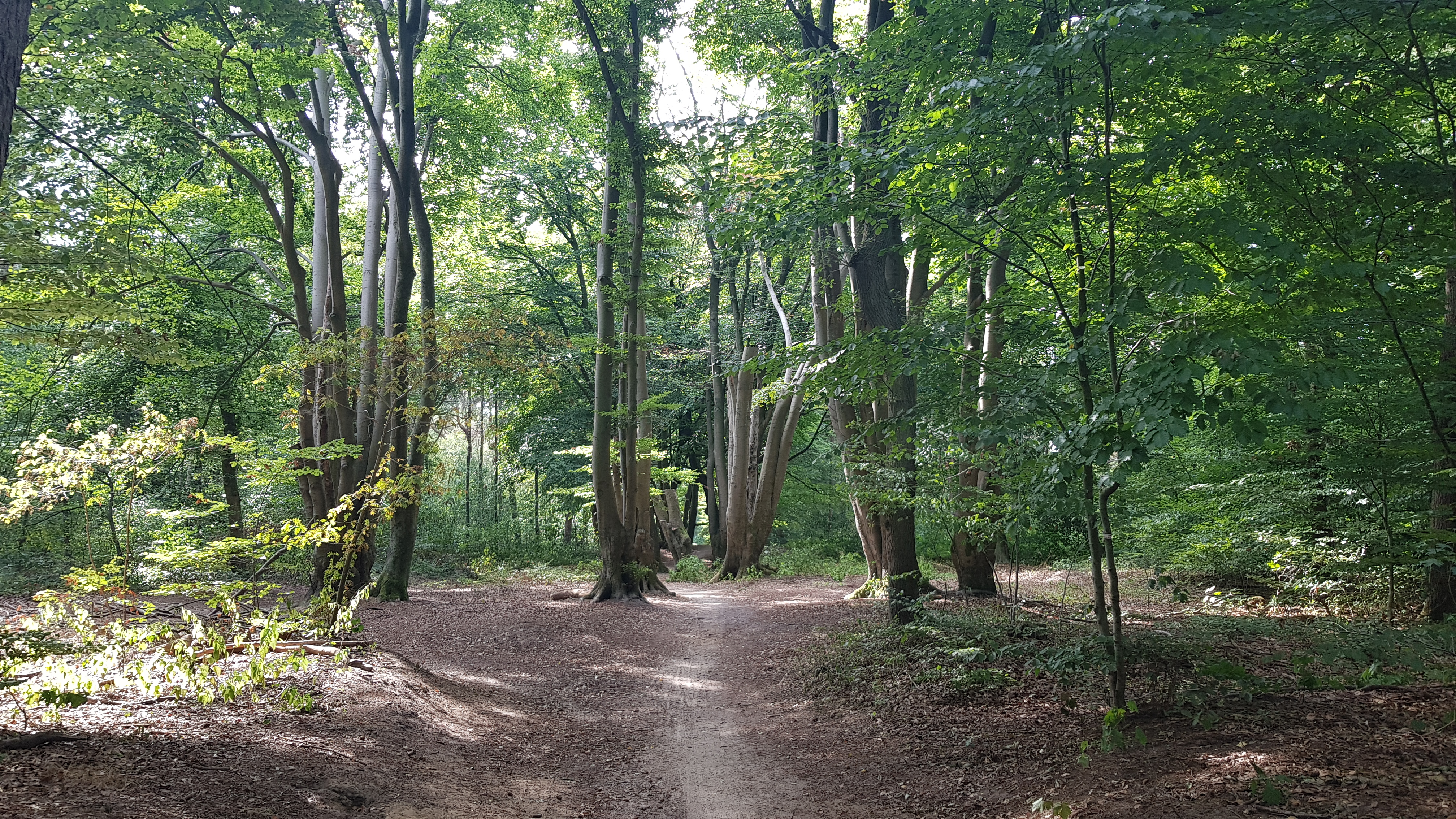
Locatie van het doolhof, paden lichtjes zichtbaar

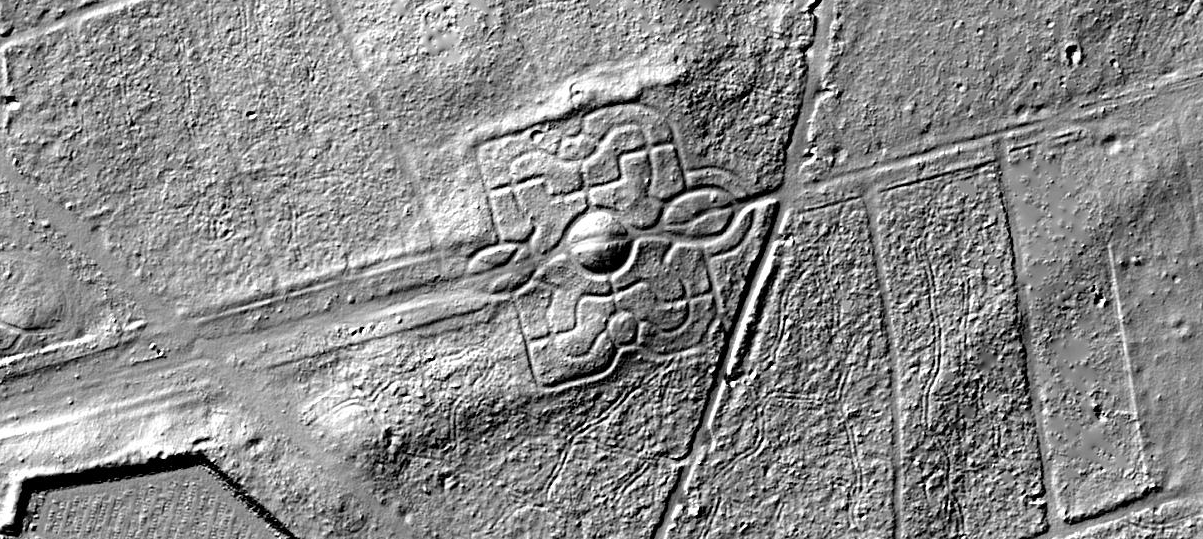
Het Doolhof in het Actueel Hoogtebestand Nederland (AHN), 2018

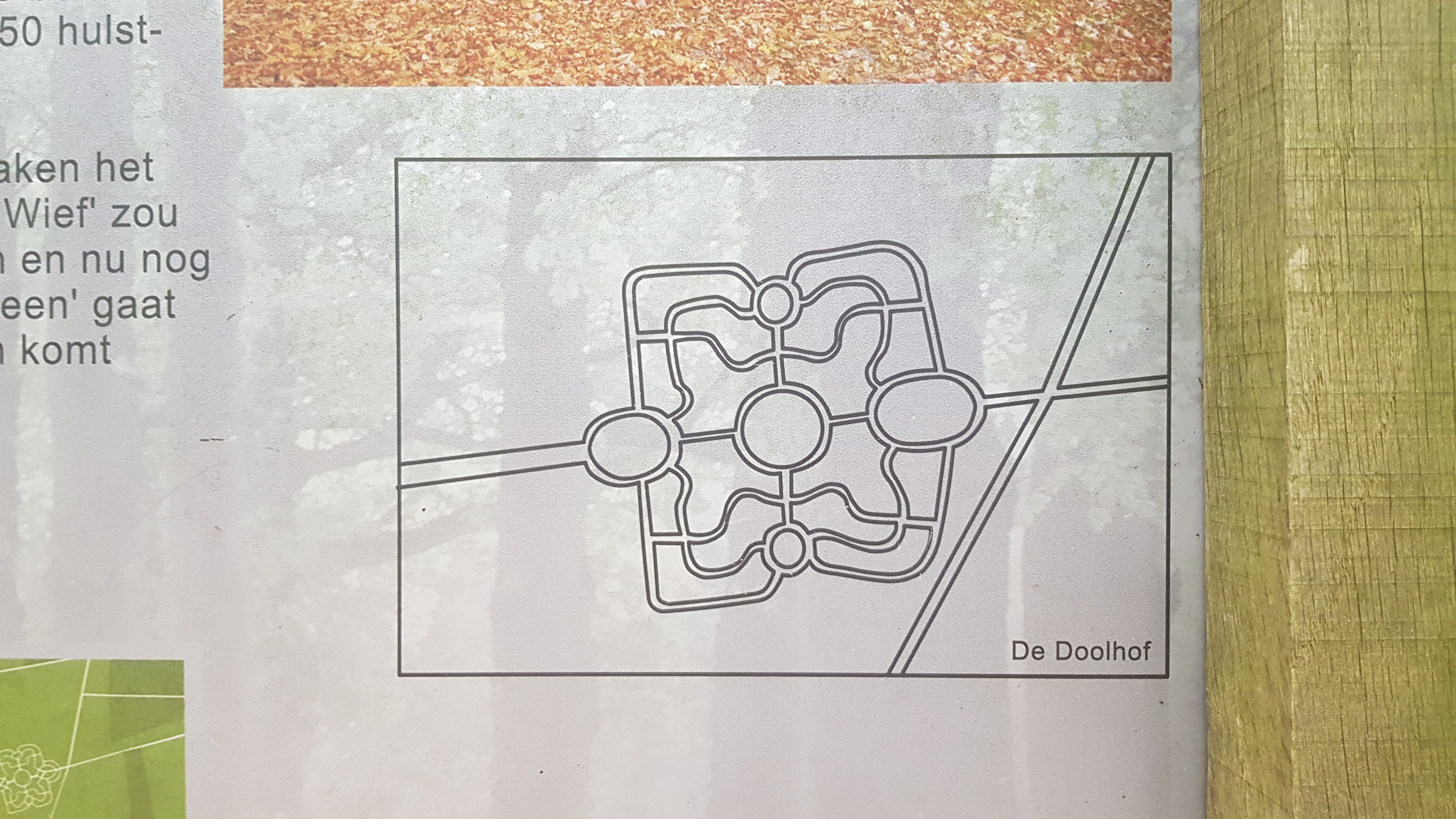
Plattegrond van het padenpatroon van het doolhof

Het Doolhof is een monumentaal landschapselement in de Nederlandse gemeente Ede. Het doolhof ligt ten noorden van het dorp Ede op het landgoed Kernhem ten oosten van het Huis Kernhem, waarbij de centrale zichtas van het landgoed en de Doolhoflaan het doolhof doorkruist. Midden in het doolhof ligt een grafheuvel, het Gravenbergje, en direct ten westen van het doolhof ligt de Bloedsteen.
Het Doolhof wordt door de gemeente, samen met de Hanenburg, Vissenkom en de bomenlanen, aangeduid als kernkwaliteit van het Landgoed Kernhem. Het gebied was een beschermd stads- en dorpsgezicht, dat sinds 2003 beschermd wordt via het bestemmingsplan.

## Geschiedenis
In de bronstijd werd rond 1500 voor Christus de omgeving bewoond en werd er hier een grafheuvel aangelegd. Volgens plaatselijke legendes zou hier ook de zonnegodin Kere vereerd zijn, door een priesteres die in latere tijden als het witte wief zou zijn gezien, al ronddolende bij de Doolhofweg.
In 1735 kreeg de graaf van Wassenaar toestemming om de Doolhoflaan verder door te trekken tot aan het Gravenbergje. Toen werd rond de grafheuvel een doolhof aangelegd om gasten te vermaken, een landschappelijk element dat in die tijd populair was.
In 2014-2015 vond er onderhoud plaats, waarbij de paden van het doolhof werden hersteld.

## Aanleg
Het doolhof bestond uit hagen en een symmetrisch padenpatroon met in het midden een heuvel. Op de heuvel staan er enkele 200 jaar oude knotbeuken.